# Бенце Петер
Бенце Петер (угор. Péter Bence, нар. 5 вересня 1991, Дебречин) — угорський естрадний піаніст, композитор, саунд-дизайнер. У січні 2012 року потрапив до Книги рекордів Гіннеса як піаніст-рекордсмен за швидкістю репетиції однієї клавіши (765 нот на хвилину).
На фортепіано почав грати змалку, написання своєї першої композиції закінчив у віці семи років. 2004 року випустив свій дебютний альбом Green Music. Того ж року посів третє місце на Міжнародному конкурсі піаніств імені Дьєрдя Ференці. 2008 року випустив свій другий альбом Nightfall. 2010 року поступив до музичного коледжу Берклі, Массачусетс, за фахом «Музика для фільмів» та «Електронне виробництво та дизайн».